# Армаш (титул)
Армаш (рум. Armaș) — титул одного з керівників при дворі правителів Молдовського або Валаського князівств. Армаш (або гармаш) був боярином, відповідальним за охорону в'язниць і виконання тілесних покарань, встановлених Господарем або його пан-радою, включаючи страти та каторжні роботи в копальнях. За посадою армашу підпорядковувалися кати тюрем.
До 14 століття землі Молдови входили до складу Королівства Русі. Урядники та інші посадовці мали такі самі титули, як у Київській Русі (Великому князівстві Київському) та Руському Королівстві. Після занепаду Руського королівства, в Молдовському князівстві збереглись назви урядників — дворник (ворник), стольник, ключер (ключник), армаш, постельник та інші.
Титул вже згадується в документах часів  Влада Цепеша (близько 1460) і Стефана Великого (1489). Назва має слов'янське походження.
Згодом його роль зазнала змін і армаш також став командиром артилерійського корпусу. Він відповідав за артилеристів, стрільців і факелоносців. Армаш також стежив за гарматами, снарядами та порохом.
Армаш Великий служив у королівській раді, але він не був членом таємного кабінету господаря. Великий Армаш мав підпорядкованих армашів нижчих рангів - другого і третього і близько 60 армашів, у молодшому статусі. Армашами (гармашами) іноді також називали вояків артилерійського підрозділу під командуванням Армаша.
Армаш також відповідав за організацію музичного супроводу двору, в тому числі яничарського оркестру. Крім того, від У 16 столітті відповідали за збори податків, застосовуючи при необхідності силу і побиття.